# ルナ・オービター2号
ルナ・オービター2号は月面観測を行った探査機である。アポロ計画、サーベイヤー計画のために安全な着陸場所を選び、検証するため、平坦な月面の写真を撮るように設計された。準備のために、月面測量学、放射線強度、流星塵衝撃などのデータも集められた。

## 月探査

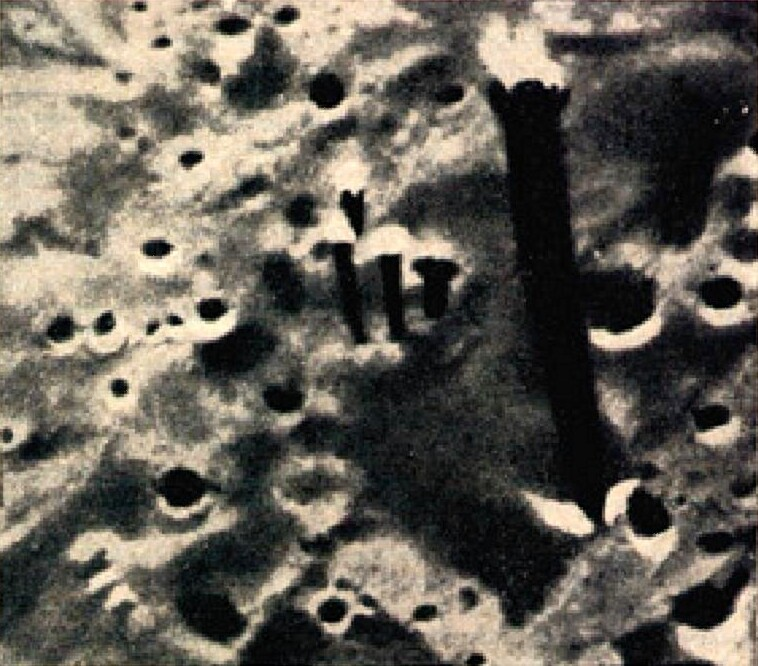
ルナ・オービター2号による撮影写真、1966年11月20日。月面より47 kmの位置、静かの海

ルナ・オービター2号は1966年11月6日にアトラス・アジェナDで打上げられ、92.5時間の飛行後、月周回の赤道付近の楕円軌道に投入された。最初の軌道は196x1850 kmの楕円軌道で軌道傾斜は11.8度であった。近点は49.7 kmで5日で33周を行った。12月7日の情報受取り最終日には増幅器が故障、結果6枚の写真を失った。1966年12月8日、軌道傾斜角は17.5度に変更され、新しい月の重力データを提供した。
ルナ・オービター2号は1966年11月18 - 25日にかけて写真を得て、データ読出しは1966年12月7日まで行われた。計609回の高度分析と208回の中程度分析フレームが送られ、最も優秀な質のものでは1 mの大きさまで見ることが出来た。これにはコペルニクスクレーターの斜面の映像も含まれ、この写真はニュースメディアによって世紀の写真の1枚であると添えられた。正確なデータは運用中を通して全ての試みで得られることとなった。小流星衝突も観測された。その後も追跡観測目的で使われ、1967年10月11日、指令によって北緯3度、東経119.1度の月面へ衝突した。
2011年、NASAのルナー・リコネサンス・オービターカメラはルナ・オービター2号衝突点の位置と画像を発見した。45度以上の衝突角度より破片は蝶の羽のように広がっていた。
| 月面写真研究           | アポロとサーベイヤーの着陸地点の評価 |
| 流星検出器             | 月面環境における微小流星物体の検出   |
| セシウムヨウ素線計測器 | 往復ルートと月近郊の放射線環境       |
| 月面測量器             | 月の重力場と物理的特性               |

## 註
1. ↑  “Lunar Lost and Found - Rediscovering Old Wrecks on the Moon”.   Popular Mechanics. 2011年11月4日閲覧。